# Эшли-Купер, Энтони, 2-й граф Шефтсбери
Энтони Эшли-Купер, 2-й граф Шефтсбери (англ. Anthony Ashley-Cooper, 2nd Earl of Shaftesbury; 16 января 1652 — 2 ноября 1699) — английский пэр и член Палаты общин. Он носил титул учтивости — лорд Эшли с 1672 по 1683 год.

## Биография
Родился 16 января 1652 года. Единственный сын Энтони Эшли-Купера, 1-го графа Шефтсбери (1621—1683), и леди Фрэнсис Сесил (? — 1654), дочери Дэвида Сесила, 3-го графа Эксетера, и леди Элизабет Эгертон. Он получил образование в Тринити-колледже Оксфордского университета.
Он заседал в Палате общин Англии от Уэймута (1670—1679) и Мелкомб-Реджиса (1679—1683).
21 января 1683 года после смерти своего отца Энтони Эшли-Купер унаследовал титулы 2-го графа Шефтсбери (Пэрство Англии), 2-го барона Купера из Полетта в графстве Сомерсет (Пэрство Англии), 3-го баронета Купера из Роксборна в графстве Хэмпшир и 2-го барона Эшли из Уимборна Сент-Джайлса в графстве Дорсет (Пэрство Англии), став членом Палаты лордов Англии.
Вице-адмирал Дорсета с 1679 по 1699 год.
22 сентября 1669 года лорд Эшли женился на леди Дороти Мэннерс (ок. 1656 — июнь 1698), дочери Джона Мэннерса, 8-го графа Ратленда, и достопочтенной Фрэнсис Монтегю. У супругов было трое детей:
- Леди Элизабет Эшли-Купер (? — 20 января 1743/1744)
- Энтони Эшли-Купер, 3-й граф Шефтсбери (26 февраля 1671 — 15 февраля 1713), старший сын и преемник отца.
- Достопочтенный Морис Эшли-Купер (14 апреля 1675 — 21 октября 1726)[1].

Лорд Шефтсбери скончался в ноябре 1699 года в возрасте 47 лет, и титулы ему унаследовал его старший сын Энтони, который стал известным философом и писателем.